# Do It Well
"Do It Well" (Tiếng Việt: Làm tốt vào) là ca khúc được viết và sản xuất bởi Ryan Tedder và trình bày bởi ca sĩ người Mỹ Jennifer Lopez. Đây là đĩa đơn mở đầu được trích từ album phòng thu thứ sáu của cô Brave (2007). Ca khúc mang giai điệu của ca khúc "Keep on Truckin' của Eddie Kendricks, được viết bởi Leonard Caston, Anita Poree, và Frank Wilson, và được phát hành trên các đài phát thanh vào 21 tháng 8 năm 2007 và ở dạng download trực tuyến vào ngày 18 tháng 9 năm 2007 tại Mĩ.
Ca khúc nằm trong top 5 tại Ý và top 20 tại Anh, Netherlands, Switzerland, Ireland, Úc, vào nằm trong bảng xếp hạng European Hot 100 Singles. "Do It Well" đồng thời đứng đầu bảng Billboard Hot Dance Club Play tại Mĩ vào cuối năm 2007.

## Đánh giá chuyên môn
"Đĩa đơn đầu tiên từ album Brave—tiếp nối ca khúc quán quân tiếng Tây Ban Nha của cô Como Ama Una Mujer—rất hay, là một là một ca khúc pop-urban khá nổi bật cùng những giai điệu tương tự như Rihanna và Kat DeLuna. J.Lo có thể đang theo bước của thế hệ ngôi sao mới, nhưng không có gì xấu hổ cả. Từ khi 'Waiting for Tonight' ra đời, cả những bản remix của cô cũng đã dậy lên làn sóng mới và khiên người ta nhún nhảy trên sàn. Cùng cầu ngueyện cho cô ấy được thành công và trở lại thật ngoạn mục. 'Do It Well' (Làm tốt vào), tốt lắm." — Chuck Taylor từ Billboard.com.

## Video ca nhạc

Lopez trong video

Video cho ca khúc được chỉ đạo do David LaChapelle, và được quay ở Sunset Boulevard, Los Angeles, vào ngày 16-17 tháng 8 năm 2007. The edited video worldpremiered on Yahoo! Music on ngày 6 tháng 9 năm 2007.
Ca khúc bắt đầu với cảnh cô đến một hộp đêm S&M (bạo dâm và khổ dâm), vừa bước vào cửa, cô liền đẩy anh quản lý xuống cầu thang khiến ai cũng phải đưa mắt nhìn. Trong video, cô đóng vai một người phụ nữ mạnh mẽ, nhận được nhiệm vụ phải giải cứu một cậu bé đang lám thêm trong hộp đêm này. Cô tìm hết phòng này sang phòng khác, nhưng chỉ thấy những đôi bạn tình đang quan hệ với nhau. Xen kẽ những cảnh phim ấy là cảnh Lopez cùng vũ đoàn thể hiện những động tác vũ đạo tuyệt vời của mình hay những cảnh cô đánh những người đàn ông xung quanh,...Cuối cùng, cô tìm được cậu bé, cô cùng cậu trốn thoát khỏi đó nhưng bị một tên ngăn cản. Cô liên đưa chân đá anh ta và chạy thoát.

## Các xuất hiện truyền thông
"Do It Well" được dùng làm đoạn nhạc mở đầu cho cuộc thi 2008 Miss Fitrum ở Philippine và chươn trình Wowowee, ca khúc đồng thời là nhạc phim của The House Bunny và là bài hát nằm trong trò chơi Samba de Amigo của Nintendo Wii.

## Danh sách ca khúc
| CD (Bản thường) 1. "Do It Well"- 3:06 2. "Me Haces Falta" Đĩa 12-inch 1. "Do It Well"- 3:06 2. "Do It Well" (Acapella) 3. "Do It Well" (cùng Ludacris) 4. "Do It Well" (Nhạc nền) | Trực tuyến/Đĩa CD (Bạch kim) 1. "Do It Well"- 3:06 2. "Me Haces Falta" 3. "Como Ama una Mujer" 4. "Me Haces Falta" (Video) |

## Các phiên bản chính thức
- "Do It Well" (Bản gốc) – 3:06
- "Do It Well" (Nhạc nền) – 3:06
- "Do It Well" (Acapella) – 3:06
- "Do It Well" (Phối lại cùng Ludacris) – 3:33
- "Do It Well" (Moto Blanco Radio Mix) – 3:03
- "Do It Well" (Moto Blanco Club Mix) – 7:30
- "Do It Well" (Moto Blanco Dub) – 6:45
- "Do It Well" (Ashanti Boyz Remix) – 3:41
- "Do It Well" (Ashanti Boyz Instrumental Remix) – 3:39
- "Do It Well" (Poker Face Radio Mix) – 4:10
- "Do It Well" (Poker Face Club Mix) – 3:01

## Xếp hạng
| Bảng xếp hạng (2007)                 | Vị trí |
| ------------------------------------ | ------ |
| Australian Singles Chart             | 18     |
| Austrian Singles Chart               | 34     |
| Belgian Singles Chart (Flanders)     | 22     |
| Belgian Singles Chart (Wallonia)     | 20     |
| Canadian Hot 100                     | 23     |
| Dutch Top 40                         | 30     |
| European Hot 100 Singles             | 13     |
| German Singles Chart                 | 30     |
| Irish Singles Chart                  | 13     |
| Italian Singles Chart                | 1      |
| Norwegian Singles Chart              | 20     |
| Swiss Singles Chart                  | 12     |
| UK Singles Chart                     | 11     |
| U.S. Billboard Hot 100               | 31     |
| U.S. Billboard Hot R&B/Hip-Hop Songs | 99     |
| U.S. Billboard Pop 100               | 29     |
| U.S. Billboard Hot Dance Club Play   | 1      |